# بازی‌های جهانی عشایر

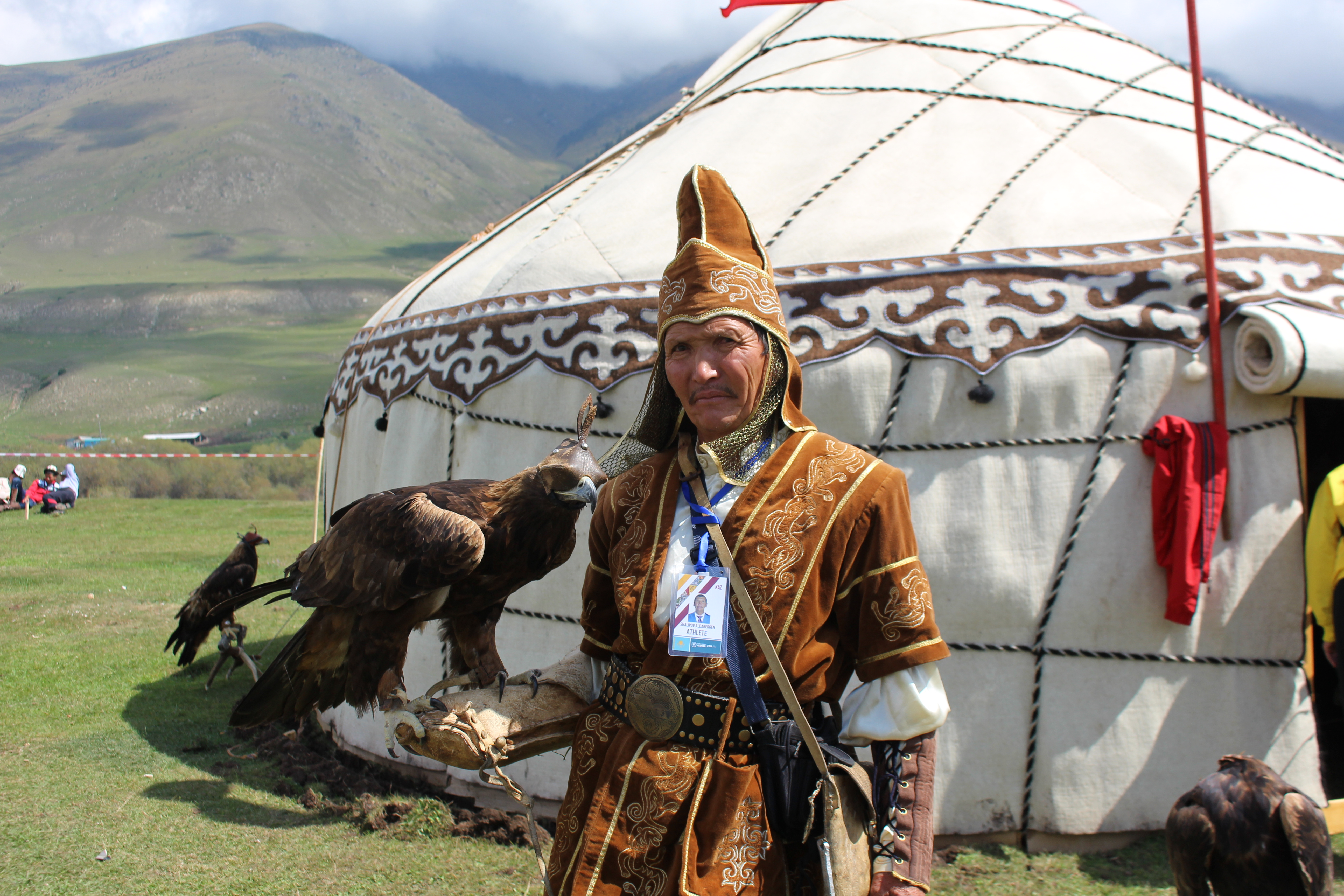
نمایی از یک مرد عشایری قرقیزستانی - ۲۰۱۶

بازی‌های جهانی عشایر (قرقیزی: Дүйнөлүк көчмөндөр оюндары) یک رویداد چندورزشی بین‌المللی است که به ورزش‌های اقوام آسیای مرکزی اختصاص داده شده‌است. در دو دوره اول، بیشتر کشورهای پساشوروی و آسیای مرکزی در این بازی‌ها حضور داشته‌اند ولی در دوره سوم حدود ۸۰ کشور در سال ۲۰۱۸ در این بازی‌ها شرکت خواهند کرد.

## دوره‌های برگزاری
| Number | سال  | کشور      | شهر       | ورزشکاران |
| ------ | ---- | --------- | --------- | --------- |
| I      | ۲۰۱۴ | قرقیزستان | چالپان‌آتا | 10 + 4    |
| II     | ۲۰۱۶ | قرقیزستان | چالپان‌آتا | 23        |
| III    | ۲۰۱۸ | قرقیزستان | چالپان‌آتا | 37        |
| IV     |      |           |           |           |
| V      |      |           |           |           |
| VI     |      |           |           |           |